# Atractocerops parvus
Atractocerops parvus là một loài ruồi trong họ Tachinidae.